# Plaza de toros de Ronda
La plaza de toros de Ronda es un edificio histórico de la ciudad de Ronda (Málaga), declarada Bien de Interés de Cultural en su categoría de Monumento, y que es propiedad de la Real Maestranza de Caballería de Ronda. El edificio inicia sus obras en 1780 y tras una suspensión temporal de las obras, se concluye en 1785, bajo el proyecto del arquitecto Martín de Aldehuela; siendo considerada como una de las más antiguas de España.

## Historia

### Antecedentes
Las necesidades de defensa del territorio hicieron que Felipe II fundase en 1572 la Real Maestranza de Caballería de Ronda, para que se mantuviese el necesario manejo de los caballos. Para ello, este cuerpo dedicó un espacio de la ciudad para los ejercicios ecuestres, entre los cuales, como es tradicional en España desde la Edad Media, se incluyeron los juegos de destreza con toros. La bravura de este animal al acometer a caballos y jinetes servía de inigualable entrenamiento a los caballeros, y se convertía en un emocionante espectáculo para toda la población.
Cuando en el siglo XVIII los toreros a pie toman el relevo de los caballeros en los juegos con el toro, surge en Ronda la familia de los Romero, que durante tres generaciones reúne a los toreros más singulares de la época. Entre ellos destacó sobre todos Pedro Romero (1754-1839), figura cumbre y la más representativa de la historia de la tauromaquia. Se retiró después de estoquear más de 5.600 toros, sin recibir el más mínimo rasguño. Su personalidad consiguió que su oficio alcanzara respeto y dignidad social, al reunir valor, destreza y sentido estético. Pedro y su hermano José Romero fueron retratados por Goya y por Eugenio Lucas Velázquez, retrato que pertenece a los fondos pictóricos de la colección Pedrera Martínez. 
La consagración definitiva de las corridas de toros como fiesta eminentemente popular tiene lugar durante el reinado de Felipe V y se consolida a lo largo del siglo XVIII. El toreo se profesionaliza y crece la necesidad de recintos cerrados con espacio para los espectadores que sufragan los gastos mediante las entradas; aparecen entonces las primeras plazas exentas.
De las cinco maestranzas (Ronda, Sevilla, Granada, Valencia y Zaragoza), las tres andaluzas edificaron plazas de toros que jugaron un papel fundamental en la cristalización del canon estético de los cosos. La construcción de la Plaza de Toros de Ronda es una empresa que llega a buen término tanto por el interés de la Maestranza como por la importancia y vigencia de la tradición taurina en la ciudad. En Ronda se celebraban habitualmente fiestas de toros en varios lugares: la plaza del Pozo, «donde la Virgen de Gracia» -patrona de la Maestranza-, en la plaza del barrio de San Francisco, por mucho tiempo extramuros de la ciudad, en la plaza del Campillo, en la cornisa del Tajo, a espaldas del Colegio de Santa Teresa -anteriormente Palacio de los Marqueses de Moctezuma, en la plaza Mayor, funcionando la balconada de la Iglesia Colegiata de Santa María, añadida al templo a finales del siglo XVI, de tribuna para las autoridades-. En Ronda se da la particularidad de que el escenario de la fiesta pasa directamente de la Plaza Mayor a una Plaza de Toros construida a tal fin, saltándose la etapa intermedia de la plaza de madera que se da en otros lugares.

### Cronología
1754. El 14 de enero, la Real Maestranza pide al marqués de la Ensenada autorización para construir una plaza. El 23 de enero, hace extensible esta solicitud a Carlos III en colaboración con el Cabildo. Se señala el sitio escogido para tal fin, «que llaman de la Hollanquilla, distante de Tajo 82 varas».
1780-81. Recaudación de fondos entre 86 maestrantes, residentes en Ronda, en otros puntos de España y América que contribuyen con cantidades que oscilan entre 750 y 1.500 reales de vellón.
1782. Fuerte impulso en la construcción: en un documento de la Institución que lleva el significativo título de La Obra, se especifica lo gastado hasta el momento, 87.703 reales. El maestro cantero Antonio Guerrero pasa factura por la construcción de 72 columnas, 72 arcos, 250 varas de cornisa, 2 columnas pequeñas y «labor en fino de nueve de dichas columnas». El capítulo más importante es el de personal: albañiles, peonaje y trabajadores especializados, como canteros de Cabra y picapedreros de Teba. El 24 y 25 de mayo se utiliza la Plaza, actuando Pedro Romero y su hermano José, además de una función del Cuerpo con juegos de alcancías en los que intervinieron tropas. Por las cuentas de la Maestranza se sabe que se pagó a 27 personas, entre «cobradores», «acomodadores» y «recogedores de boletos».
1784. Año clave en la historia de la plaza, en la que se venían celebrando festejos con las obras sin concluir. En los de aquel año, siendo Teniente de Hermano Mayor de la Maestranza don José Moctezuma, iban a intervenir Pedro Romero y Pepe Hillo. En la tarde del 11 de mayo, fecha del primer festejo de la feria, la inicio de la función de gala del Cuerpo de la Real Maestranza celebrada para conmemorar de cumpleaños del Infante don Gabriel, sobre las tres y media de la tarde, en la parte de la Plaza cerrada por estar las obras sin terminar pero que había sido ocupada por el público, aparentemente, un soldado de las milicias Provinciales llamado Isidoro Espinosa movió una columna y la porción sostenida por 16 arcos se vino abajo provocándose el hundimiento parcial del coso.
La inauguración oficial del coso tiene lugar el 19 de mayo, 300 años después de la ocupación de Ronda por el Rey Católico, con gran concurrencia popular y presencia de los 126 hidalgos que componían la nobleza local, presidiendo el acto Bartolomé Félix de Salvatierra, Teniente de Hermano Mayor, en representación del Hermano Mayor, el Infante don Gabriel Antonio, hijo de Carlos III y de María Amalia de Sajonia. Actuaron como espadas Pedro Romero y Pepe Hillo, máximos representantes de las escuelas rondeña y sevillana, los dos estilos que dividían a la afición del momento. Entre esta y la siguiente tarde se lidiaron en total treinta toros, pertenecientes a las ganaderías de Utrera de don José Cabrera, del conde de Vistahermosa y del Campo de Tarifa. Para ambos festejos se adquirieron 22 caballos. Pepe Hillo cobró por dos días 3.224 reales, y Pedro Romero 3.000 reales. Ambos matadores recibieron dos toros de regalo, práctica habitual de entonces y posible origen del actual premio simbólico de los despojos, orejas y rabos.
El 9 de noviembre de 1785, Carlos III prohíbe las fiestas de los toros, con ciertas excepciones como las de finalidad benéfica. Esta Pragmática no afecta a las funciones de la Plaza de Maestranza, en las que sí se corren toros, realizándose por lo general dos festejos.
1788. En septiembre se termina la portada principal, obra del cantero rondeño Juan de Lamas. En mayo de ese año llegaron a contarse 600 personas trabajando en el recinto de la plaza.
1797. Con algo de retraso respecto a otras Maestranzas, se autoriza la celebración de corridas de toros en la Plaza de Ronda, para funciones de utilidad pública y obras benéficas.
1810. Las tropas francesas utilizan la Plaza de Toros como cuartel.
1813. Acuerdo para hacer obras en la Plaza, «casi arruinada por los franceses».
1820. Durante una corrida en el primer año del Trienio Liberal, se produce la única cogida mortal de la historia de la Plaza. Francisco Herrera, «Curro Guillén», es corneado por un toro de la ganadería utrerana de Cabrera. Sus restos, que según se contaba habían sido enterrados junto a los chiqueros, aparecieron durante unas intervenciones posteriores.
1939. Al menos entre febrero y septiembre el coso fue aprovechado por las tropas franquistas como campo de concentración de prisioneros republicanos.
1954. Antonio Ordóñez creó la mundialmente conocida corrida Goyesca en referencia a las costumbres y vestimentas del pintor Francisco de Goya y Lucientes.

### Construcción
El auge del toreo llevó a la Real Maestranza de Caballería de Ronda a erigir su famosa plaza, obra que se atribuye a Martín de Aldehuela, el mismo arquitecto del Puente Nuevo sobre el Tajo de Ronda. La construcción de la plaza duró seis años, y fue inaugurada en 1785 con una corrida de toros en la que actuaron Pedro Romero y Pepe-Hillo. Concebida en piedra arenisca con un esquema monumental, la nobleza de su traza arquitectónica, con su doble galería de arcadas y la ausencia de tendidos al descubierto, tiene más espíritu de claustro que de recinto para espectáculos, y recuerda al patio circular del famoso palacio de Carlos V en la Alhambra de Granada.
Su ruedo de 66 metros de diámetro está considerado como el más amplio del mundo y está circundado por un callejón formado por dos anillos de piedra. Los tendidos tienen cinco filas de gradas, de dos pisos, con 136 columnas formando 68 arcos de columnas toscanas, salvo la del Palco Real. Cubierta con tejado a dos aguas de teja árabe, la elegancia de su interior no tiene igual en ninguna otra plaza de toros.

### La corrida goyesca de Ronda
En el siglo XX, una segunda dinastía de toreros rondeños, los Ordóñez, constituye otra aportación de Ronda a la historia de la Tauromaquia. Sus dos figuras fundamentales fueron Cayetano Ordóñez (1904-1961) y su hijo Antonio Ordóñez (1932-1998), que despertaron, por su manera de concebir el toreo, el interés de personalidades como el cineasta Orson Welles y del escritor estadounidense Ernest Hemingway, a los que dedicó obras como Fiesta y Muerte en la tarde.
Fueron los Ordóñez los que inauguraron en 1954 la corrida goyesca de Ronda, con motivo de la celebración del II Centenario del nacimiento de Pedro Romero. Se trata de un festejo con el exorno, vestimenta y el aparato de los tiempos de Francisco de Goya. La corrida tiene lugar a principios de septiembre, coincidiendo con la más popular de las tres ferias que celebra Ronda, junto a una exhibición de carruajes y enganches y una corrida de rejoneo.

## Museo de la Real Maestranza de Caballería de Ronda
El Museo de la Real Maestranza de Caballería de Ronda está situado bajo los tendidos de sombra, y sus contenidos se dividen en tres grandes apartados: La Real Maestranza de Caballería de Ronda, Orígenes y evolución de la Tauromaquia, y Ronda en la Historia de la Tauromaquia.
En el interior de la plaza de toros se puede visitar el museo de tauromaquia , la Real Guarnicionería de la casa de Orleans y la colección de armas de fuego antiguas.
Cuenta con una colección de aguafuertes, grabados, litografías y estampas, con una edición de la «Tauromaquia» de Francisco de Goya, y las tauromaquias de extranjeros como Lake Price, Victor Adam y Edward Orme; libros, ejecutorias y grabados relativos a la disciplina ecuestre, óleos del XVII, XVIII y XIX, cartelería histórica y contemporánea, trajes, objetos y documentación relacionados entre sí con complementos gráficos para ofrecer una visión de conjunto que permite acercarse al universo de la tauromaquia de forma didáctica y clara.

## Galería de imágenes

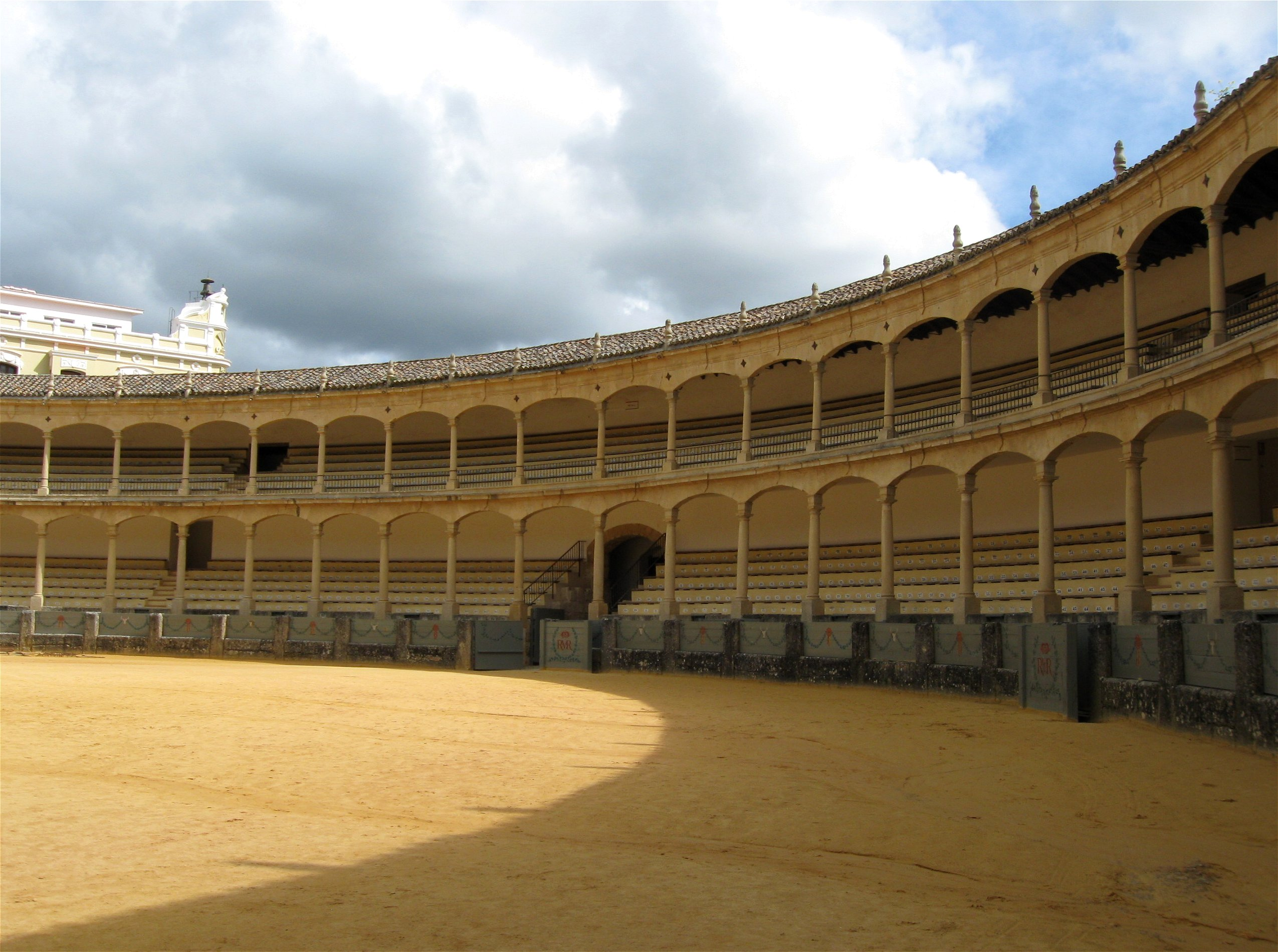
Imagen de la plaza.
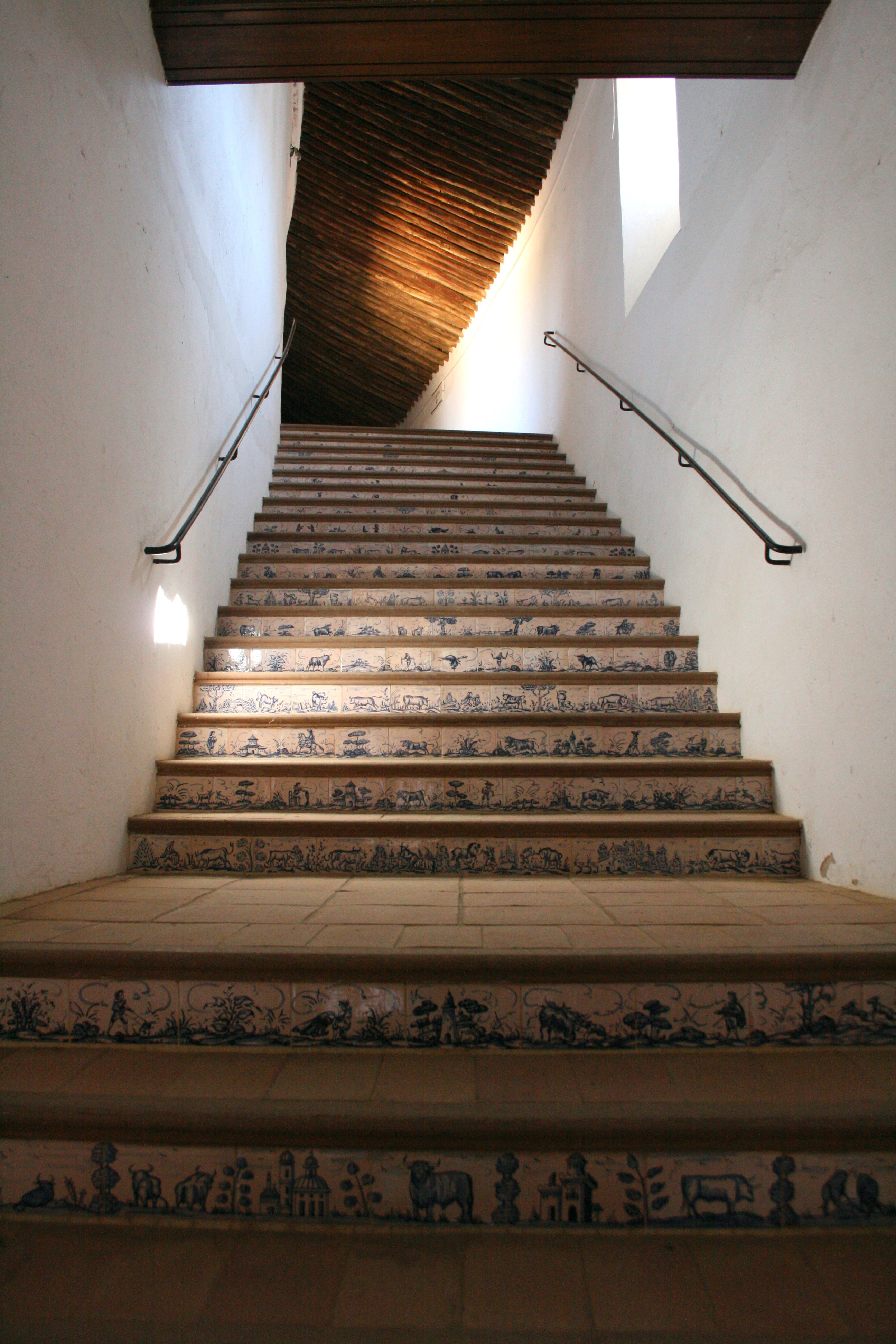
Escaleras.
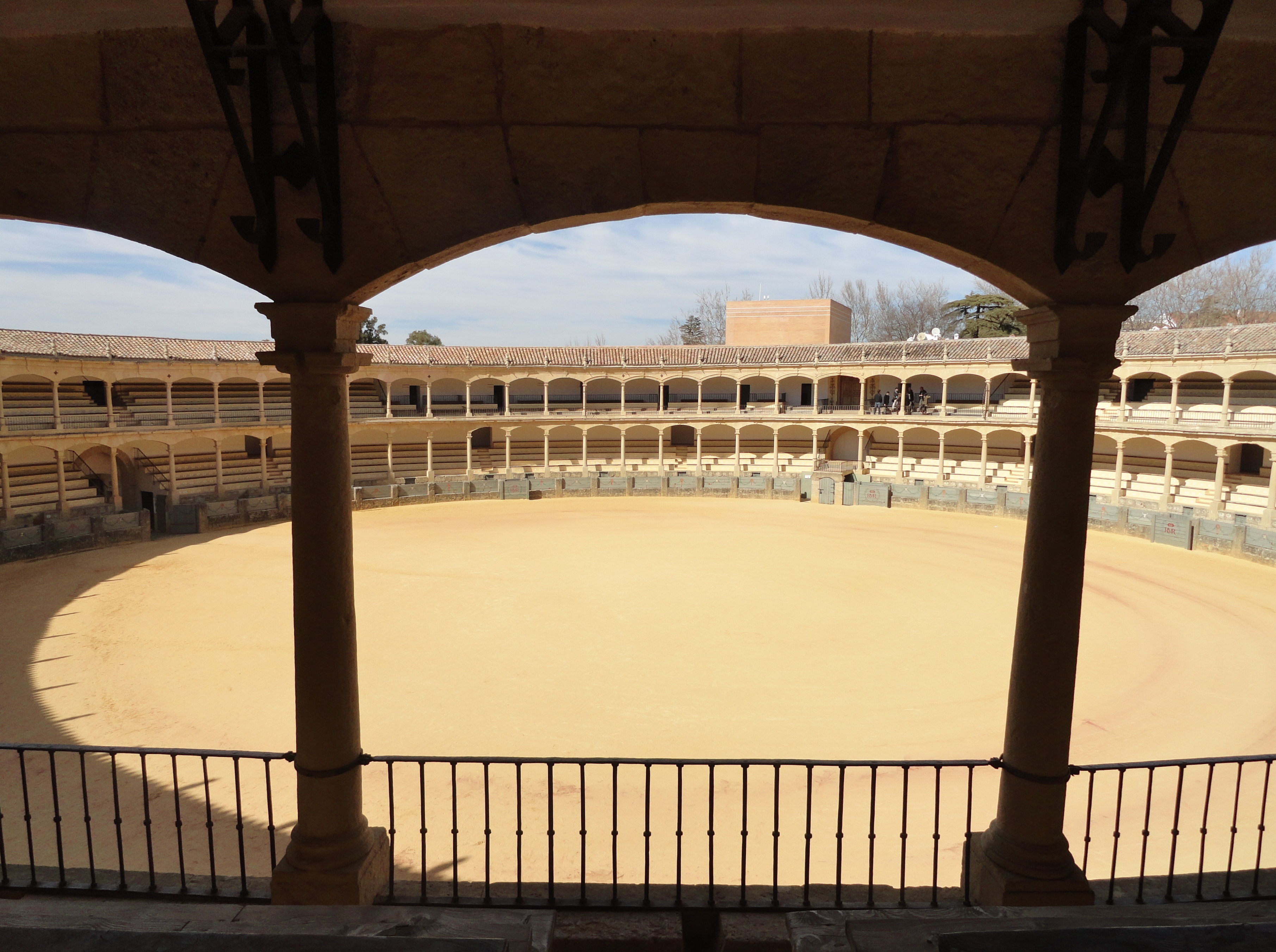
Plaza de toros de Ronda.
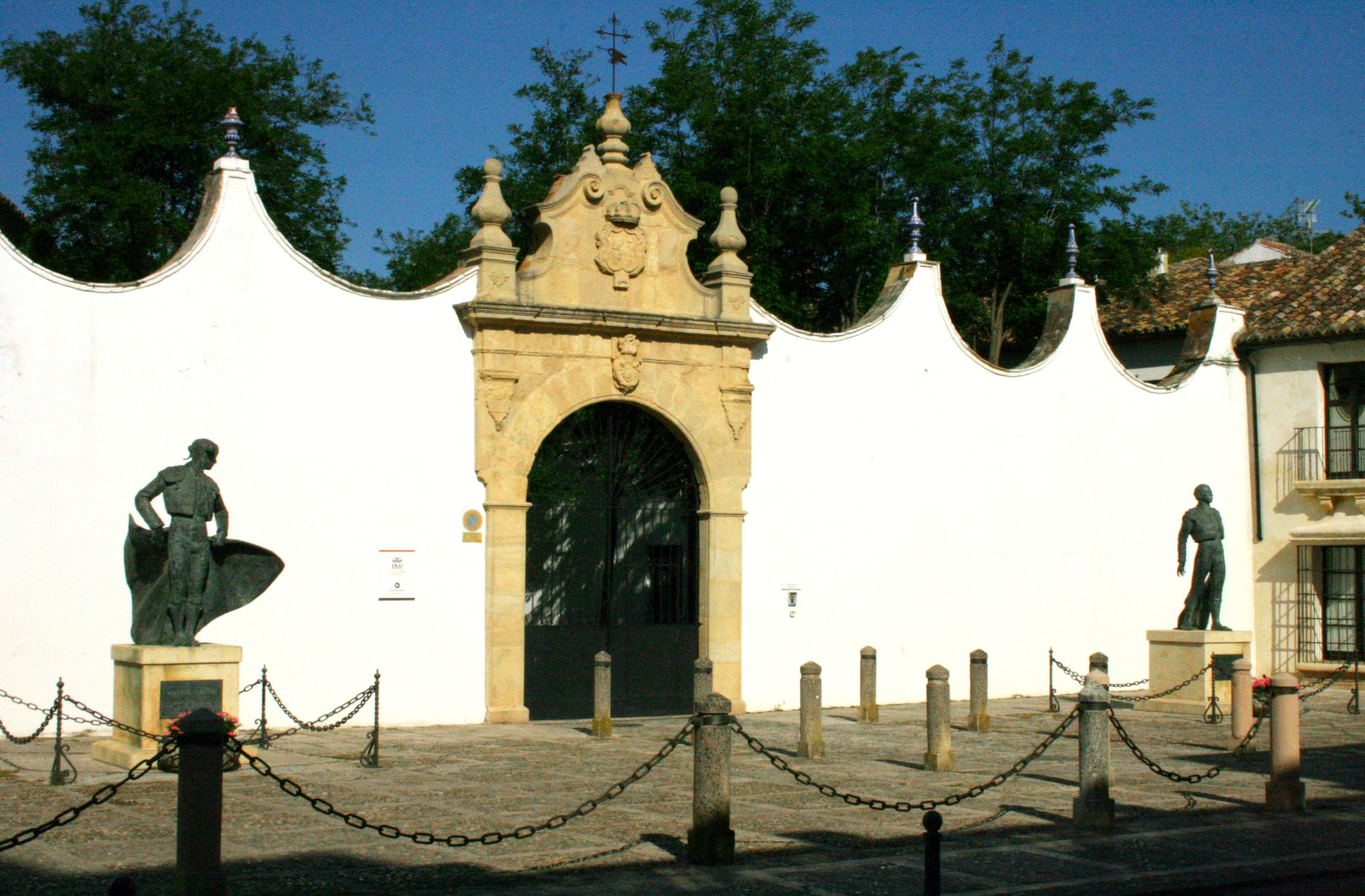
Fachada exterior.
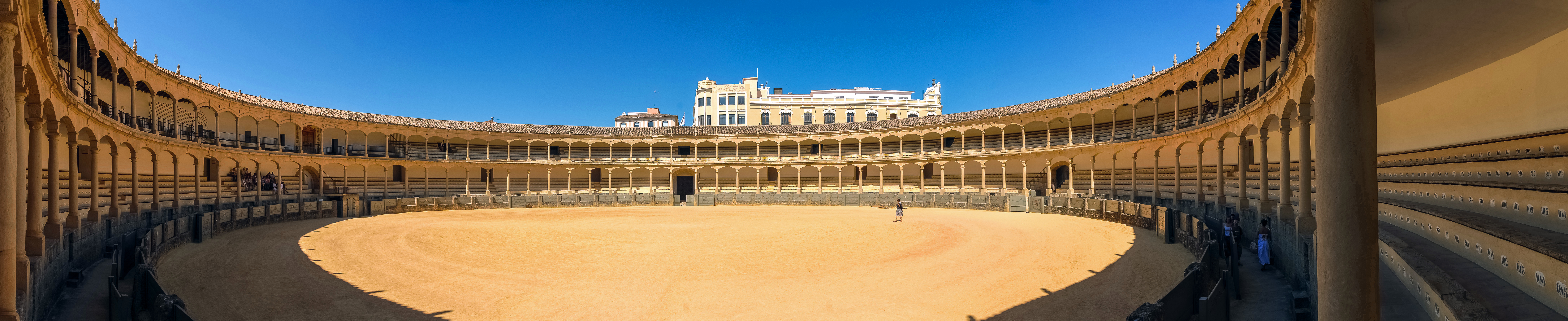
Panorama de la plaza de toros.